# Segrom
Der Segrom (540 m s.l.m.) ist ein Vorgipfel des Monte-Baldo-Bergrückens und gehört damit zu den Gardaseebergen in Norditalien.

## Topographie
Der Segrom liegt auf dem langen Nordabfall des Monte Altissimo di Nago vor Nago-Torbole.

## Alpinismus
Am einfachsten ist der Segrom über den Friedensweg entweder von Nago-Torbole aus oder von Doss dei Frassini (702 m) aus zu erreichen.
In der Felsflanke auf der Westseite befindet sich ein Klettergebiet.

## Geschichte
Am höchsten Punkt des Segrom befinden sich österreichisch-ungarische Schützengräben aus dem Ersten Weltkrieg und zugehörige Kriegsstollen. Dort vorbei führt der Friedensweg (Sentiero della Pace).